# Eugalta strigosa
Eugalta strigosa là một loài tò vò trong họ Ichneumonidae.